# 2012–2013-as magyar női labdarúgó-bajnokság (első osztály)
A 2012–2013-as magyar nemzeti női labdarúgó-bajnokság első osztálya (hivatalos nevén: Női NB I 2012–13) tíz csapat részvételével 2012. augusztus 11-én  rajtolt. A címvédő az MTK Hungária FC.

## A bajnokság csapatai
A 2012–2013-as magyar nemzeti labdarúgó-bajnokság első osztályát tíz csapat részvételével rendezik, melyből hat fővárosi, négy vidéki egyesület.
| A csapat teljes neve (rövid neve) | A csapat székhelye       | #     |
| --------------------------------- | ------------------------ | ----- |
| Astra Hungary FC                  | Budapest XXI., Csepel    | 3.    |
| Belvárosi NLC                     | Budapest XXI., Csepel    | 6.    |
| 1. FC Femina                      | Budapest XV., Pestújhely | 4.    |
| Hegyvidék SE                      | Budapest XII.            | NB II |
| MTK Hungária FC                   | Budapest VIII.           | 1.    |
| Páter Fit-Well-Nagypáli           | Nagypáli                 | 5.    |
| Nyíregyháza Spartacus FC          | Nyíregyháza              | 9.    |
| Szegedi AK                        | Szeged                   | 8.    |
| Újpesti TE                        | Budapest IV., Újpest     | 7.    |
| Viktória FC                       | Szombathely              | 2.    |

### Változások az előző idényhez képest
A Belvárosi NLC csapatától a Ferencvárosi TC megvonta a névhasználati jogot és így ebben az idényben saját nevén indult.
Kiesett a másodosztályba
- Győri Dózsa

Feljutott a másodosztályból
- Hegyvidék SE

## Alapszakasz

### Végeredmény

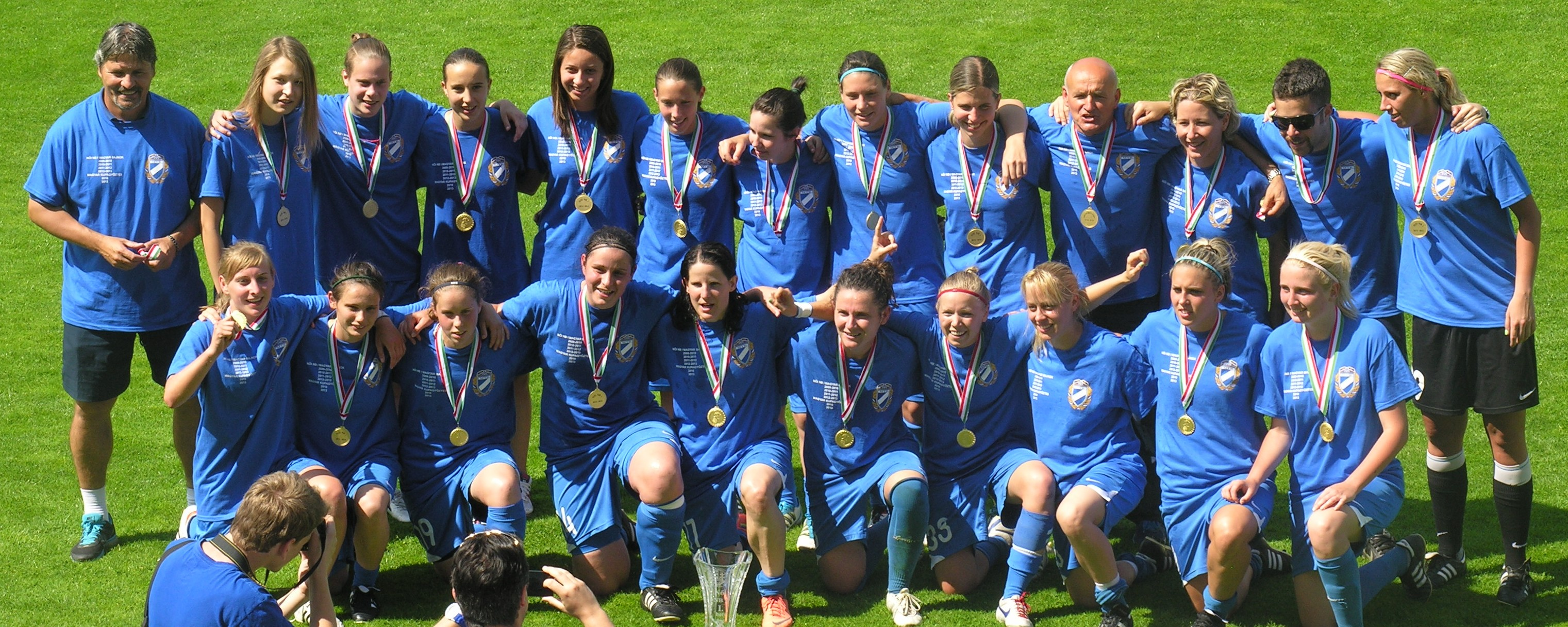
A bajnok MTK a Viktória 4–0-s legyőzése után, 2013. június 15-én.
Felső sor (balról): Pleskó László (kapusedző), Tatai, Papp D., Vágó, Siska, Tell, Somogyi, Zágor, Erdélyi, Turtóczki Sándor (vezetőedző), Pádár, Szentgyörgyi Ákos (technikai vezető), Szőcs
Alsó sor: Csiszár, Bobok, Palkovics, Méry, Gál T., Smuczer, Nagy L., Szabó Zs., Demeter, Pinczi

| #   | Csapat                   | M  | GY | D | V  | G+ – G– | GK  | P  | Megjegyzések        |
| --- | ------------------------ | -- | -- | - | -- | ------- | --- | -- | ------------------- |
| 1.  | MTK Hungária FCCV        | 16 | 15 | 1 | 0  | 84–8    | +76 | 46 | Felsőházi rájátszás |
| 2.  | Astra HFC                | 16 | 12 | 3 | 1  | 64–16   | +48 | 39 | Felsőházi rájátszás |
| 3.  | Viktória FC              | 16 | 12 | 1 | 3  | 74–15   | +59 | 37 | Felsőházi rájátszás |
| 4.  | Hegyvidék SEÚ            | 16 | 7  | 1 | 8  | 29–53   | −24 | 22 | Felsőházi rájátszás |
| 5.  | 1. FC Femina             | 16 | 7  | 0 | 9  | 28–34   | −6  | 17 | Felsőházi rájátszás |
| 6.  | Szegedi AK               | 16 | 5  | 0 | 11 | 13–42   | −29 | 15 | Felsőházi rájátszás |
| 7.  | Újpesti TE               | 16 | 4  | 3 | 9  | 20–41   | −21 | 15 | Alsóházi rájátszás  |
| 8.  | Belvárosi NLC            | 16 | 3  | 2 | 11 | 29–82   | −53 | 11 | Alsóházi rájátszás  |
| 9.  | Páter Fit-Well-Nagypáli  | 16 | 1  | 1 | 14 | 18–68   | −50 | 4  | Alsóházi rájátszás  |
| 10. | Nyíregyháza Spartacus FC | 0  | 0  | 0 | 0  | 0–0     | 0   | 0  | törölve             |

Utolsó frissítés: 2013. április 14. 
Forrás: MLSZ adatbank 
A rangsorolás alapszabályai: 1. összpontszám, 2. győzelmek száma, 3. egymás elleni eredmények összpontszáma,  4. egymás elleni eredmények gólkülönbsége, 5. egymás elleni eredmények szerzett góljainak száma 6. gólkülönbség, 7. szerzett gólok száma.
(B): Bajnokcsapat, (K): Kieső csapat, (F): Feljutó csapat, (I): Kupainduló, (R): A rájátszás győztese, (KGY): Kupagyőztes

### Kereszttáblázat
| Hazai \ Vendég1 | AHFC | BNLC | FEM | HSE  | MTK  | NPÁL | SZAK | ÚTE | VIK  |
| Astra HFC       |      | 8–3  | 2–0 | 4–1  | 0–3  | 7–0  | 6–1  | 5–0 | 4–3  |
| Belvárosi NLC   | 0–4  |      | 2–5 | 1–9  | 1–11 | 3–2  | 1–2  | 6–2 | 0–14 |
| 1. FC Femina    | 0–4  | 3–2  |     | 1–4  | 1–3  | 1–0  | 3–0  | 1–2 | 0–1  |
| Hegyvidék SE    | 0–7  | 2–4  | 2–0 |      | 0–7  | 1–0  | 1–0  | 2–1 | 0–5  |
| MTK Hungária    | 1–1  | 10–0 | 6–2 | 4–0  |      | 4–1  | 5–0  | 5–0 | 4–2  |
| Nagypáli NLSE   | 1–5  | 3–3  | 2–3 | 3–4  | 0–11 |      | 4–0  | 1–5 | 0–4  |
| Szegedi AK      | 0–4  | 3–1  | 0–5 | 2–1  | 0–3  | 3–1  |      | 2–0 | 0–1  |
| Újpesti TE      | 1–1  | 1–1  | 0–2 | 2–2  | 0–5  | 3–0  | 2–0  |     | 1–2  |
| Viktória FC     | 2–2  | 3–1  | 4–1 | 12–0 | 0–2  | 11–0 | 4–0  | 6–0 |      |

Utolsó felvett mérkőzés dátuma: 2013. április 14. 
Forrás: MLSZ adatbank 
1A hazai csapatok a bal oldali oszlopban szerepelnek.
Színek: Zöld = hazai győzelem; Sárga = döntetlen; Piros = vendéggyőzelem.
 

## Rájátszás - Felsőház

### Az alapszakasz befejezése utáni állás
Az alapszakasz befejezése utáni állás az alapszakaszból hozott egymás elleni eredményekkel.
| #  | Csapat            | M  | GY | D | V | G+ – G– | GK  | P  | Megjegyzések |
| -- | ----------------- | -- | -- | - | - | ------- | --- | -- | ------------ |
| 1. | MTK Hungária FCCV | 10 | 9  | 1 | 0 | 38–6    | +32 | 28 |              |
| 2. | Astra HFC         | 10 | 7  | 2 | 1 | 34–11   | +23 | 23 |              |
| 3. | Viktória FC       | 10 | 6  | 1 | 3 | 34–13   | +21 | 19 |              |
| 4. | Hegyvidék SEÚ     | 10 | 3  | 0 | 7 | 9–42    | −33 | 9  |              |
| 5. | 1. FC Femina      | 10 | 2  | 0 | 8 | 13–26   | −13 | 6  |              |
| 6. | Szegedi AK        | 10 | 1  | 0 | 9 | 3–33    | −30 | 3  |              |

Utolsó frissítés: 2013. április 14. 
Forrás: MLSZ adatbank 
A rangsorolás alapszabályai: 1. összpontszám, 2. győzelmek száma, 3. egymás elleni eredmények összpontszáma,  4. egymás elleni eredmények gólkülönbsége, 5. egymás elleni eredmények szerzett góljainak száma 6. gólkülönbség, 7. szerzett gólok száma.
(B): Bajnokcsapat, (K): Kieső csapat, (F): Feljutó csapat, (I): Kupainduló, (R): A rájátszás győztese, (KGY): Kupagyőztes

### Végeredmény
| #  | Csapat            | M  | GY | D | V  | G+ – G– | GK  | P  | Megjegyzések                          |
| -- | ----------------- | -- | -- | - | -- | ------- | --- | -- | ------------------------------------- |
| 1. | MTK Hungária FCCV | 20 | 18 | 2 | 0  | 90–13   | +77 | 56 | 2013–2014-es női UEFA-bajnokok ligája |
| 2. | Astra HFC         | 20 | 14 | 2 | 4  | 67–26   | +41 | 44 |                                       |
| 3. | Viktória FC       | 20 | 13 | 1 | 6  | 73–26   | +47 | 40 |                                       |
| 4. | Hegyvidék SEÚ     | 20 | 6  | 0 | 14 | 25–87   | −62 | 18 |                                       |
| 5. | 1. FC Femina      | 20 | 4  | 1 | 15 | 20–59   | −39 | 9  |                                       |
| 6. | Szegedi AK        | 20 | 1  | 2 | 17 | 11–75   | −64 | 5  |                                       |

Utolsó frissítés: 2013. június 23. 
Forrás: MLSZ adatbank 
A rangsorolás alapszabályai: 1. összpontszám, 2. győzelmek száma, 3. egymás elleni eredmények összpontszáma,  4. egymás elleni eredmények gólkülönbsége, 5. egymás elleni eredmények szerzett góljainak száma 6. gólkülönbség, 7. szerzett gólok száma.
(B): Bajnokcsapat, (K): Kieső csapat, (F): Feljutó csapat, (I): Kupainduló, (R): A rájátszás győztese, (KGY): Kupagyőztes

A bajnok MTK Hungária FC játékosai
Szőcs Réka (19), Erdélyi Tamara (5), Horváth Eszter (3), kapusok – Bobok Csilla (15), Csiszár Henrietta (13), Demeter Réka (18), Gaál-Szabó Beáta (3), Gál Tímea (23), Méry Rita (18), Nagy Lilla (19), Pádár Anita (26), Palkovics Nóra (21), Papp Dóra (21), Pinczi Anita (23), Siska Odett (4), Smuczer Angéla (26), Somogyi Sára (15), Szabó Zsuzsanna (20), Takács Szandra (6), Tatai Krisztina (8), Tell Zsófia (22), Vágó Fanny (13), Vesszős Mercédesz (13), Zágor Bernadett (18).
Edző: Turtóczki Sándor
Az ezüstérmes Astra HFC játékosai
Kovács Klaudia (20), Oláh Erika (8), kapusok – Ács Noémi (10), Benkő Mónika (23), Bocsárdi Eszter (1), Fogl Katalin (22), Godvár Katalin (25), Gyöngyösi Alexandra (11), Jakab Kata (22), Kakuszi Adrienn (21), Kancsár Evelin (3), Komlós Andrea (6), Megyes Ágnes (24), Mercz Dorottya (3), Merész Mercédesz (2), Molnár Judit (23), Pincze Gabriella (24), Pintér Violetta (5), Szabó Boglárka (27), Szekér Anita (24), Telek-Sümegi Éva (5), Vidács Krisztina (15).
Edző: Dombó János
A bronzérmes Viktória FC-Szombathely játékosai
Papp Eszter (11), Bogdányi Evelin (9), Földes Fanni (7), Horváth Bettina (6), kapusok – Csidei Klaudia (9), Fehér Nikolett (4), Ferencsik Evelin (7), Gyöngyösi Alexandra (6), Harsányi Andrea (8), Horváth Lilla (25), Horváth Teodóra (2), Jakab Réka (8), Krenács Lilla (23), Kun Barbara (1), Marsai Nikoletta (25), Megyeri Boglárka (25), Nagy Dóra (18), Nemes Krisztina (3), Sipos Lilla (24), Soós Adrienn (19), Szakonyi Emese (3), Szalkai Rita (4), Széles Viktória (23), Szórádi Nikolett (8), Tálosi Szabina (13), Tischler Fruzsina (18), Tóth II Alexandra (27), Tóth Enikő (12), Tóth Klaudia (4) Tóth Zsaklin (2), Vörös Viktória (14).
Edző: Iszak Gábor, Markó Edina, Mitterstiller Csaba

### Kereszttáblázat
| Hazai \ Vendég1 | AHFC | FEM | HSE  | MTK | SZAK | VIK |
| Astra HFC       |      | 7–0 | 8–3  | 0–4 | 5–0  | 1–2 |
| 1. FC Femina    | 0–1  |     | 0–1  | 1–5 | 3–2  | 1–8 |
| Hegyvidék SE    | 1–4  | 0–1 |      | 2–7 | 5–1  | 0–5 |
| MTK Hungária    | 4–1  | 4–0 | 11–0 |     | 2–2  | 4–0 |
| Szegedi AK      | 1–4  | 1–1 | 1–2  | 0–8 |      | 0–5 |
| Viktória FC     | 0–2  | 4–0 | 7–2  | 1–3 | 7–0  |     |

Utolsó felvett mérkőzés dátuma: 2013. június 23. 
Forrás: MLSZ adatbank 
1A hazai csapatok a bal oldali oszlopban szerepelnek.
Színek: Zöld = hazai győzelem; Sárga = döntetlen; Piros = vendéggyőzelem.
 

## Rájátszás - Alsóház

### Az alapszakasz befejezése utáni állás
Az alapszakasz befejezése utáni állás az alapszakaszból hozott egymás elleni eredményekkel.
| #  | Csapat        | M | GY | D | V | G+ – G– | GK | P | Megjegyzések |
| -- | ------------- | - | -- | - | - | ------- | -- | - | ------------ |
| 1. | Belvárosi NLC | 4 | 2  | 2 | 0 | 13–8    | +5 | 8 |              |
| 2. | Újpesti TE    | 4 | 2  | 1 | 1 | 11–8    | +3 | 7 |              |
| 3. | Nagypáli NLSE | 4 | 0  | 1 | 3 | 6–14    | −8 | 1 |              |

Utolsó frissítés: 2013. április 14. 
Forrás: MLSZ adatbank 
A rangsorolás alapszabályai: 1. összpontszám, 2. győzelmek száma, 3. egymás elleni eredmények összpontszáma,  4. egymás elleni eredmények gólkülönbsége, 5. egymás elleni eredmények szerzett góljainak száma 6. gólkülönbség, 7. szerzett gólok száma.
(B): Bajnokcsapat, (K): Kieső csapat, (F): Feljutó csapat, (I): Kupainduló, (R): A rájátszás győztese, (KGY): Kupagyőztes

### Végeredmény
| #  | Csapat        | M | GY | D | V | G+ – G– | GK  | P  | Megjegyzések |
| -- | ------------- | - | -- | - | - | ------- | --- | -- | ------------ |
| 1. | Újpesti TE    | 8 | 5  | 1 | 2 | 23–14   | +9  | 16 |              |
| 2. | Belvárosi NLC | 8 | 4  | 2 | 2 | 20–17   | +3  | 14 |              |
| 3. | Nagypáli NLSE | 8 | 1  | 1 | 6 | 12–24   | −12 | 4  | Osztályozó   |

Utolsó frissítés: 2013. május 18. 
Forrás: MLSZ adatbank 
A rangsorolás alapszabályai: 1. összpontszám, 2. győzelmek száma, 3. egymás elleni eredmények összpontszáma,  4. egymás elleni eredmények gólkülönbsége, 5. egymás elleni eredmények szerzett góljainak száma 6. gólkülönbség, 7. szerzett gólok száma.
(B): Bajnokcsapat, (K): Kieső csapat, (F): Feljutó csapat, (I): Kupainduló, (R): A rájátszás győztese, (KGY): Kupagyőztes

### Kereszttáblázat
| Hazai \ Vendég1 | BNLC | NPÁL | ÚTE |
| Belvárosi NLC   |      | 2–0  | 0–4 |
| Nagypáli NLSE   | 3–2  |      | 1–3 |
| Újpesti TE      | 2–3  | 3–2  |     |

Utolsó felvett mérkőzés dátuma: 2013. május 18. 
Forrás: MLSZ adatbank 
1A hazai csapatok a bal oldali oszlopban szerepelnek.
Színek: Zöld = hazai győzelem; Sárga = döntetlen; Piros = vendéggyőzelem.
 

### Osztályozó
| 2013. május 26. 11:00 |

| Győri ETO                              | 3–1               | Nagypáli NLSE |
| -------------------------------------- | ----------------- | ------------- |
| Horváth R. 1' Németh L. 21' Bogdán 81' | (2–1) Jegyzőkönyv | Végh 16'      |

| ETO Park, Győr Játékvezető: Juhász Bálint |

| 2013. június 8. 11:00 |

| Nagypáli NLSE                            | 4–1 (h. u.)       | Győri ETO     |
| ---------------------------------------- | ----------------- | ------------- |
| Boda 7' Végh 31' Vincze 63' Szegedi 101' | (2–1) Jegyzőkönyv | Németh L. 38' |

| Zalaegerszeg Játékvezető: Vizi István |

5–4-es összesítéssel a Nagypáli NLSE bennmaradt az NB I-ben.

## Fordulók

### Alapszakasz
| 1. forduló                                 |       |               |
| Hivatalos mérkőzésnap: 2012. augusztus 11. |       |               |
| Nagypáli                                   | 3 – 3 | Belvárosi NLC |
| 1. FC Femina                               | 1 – 2 | Újpesti TE    |
| Viktória FC                                | 9 – 0 | Nyíregyháza   |
| Astra HFC                                  | 6 – 1 | Szegedi AK    |
| MTK                                        | 4 – 0 | Hegyvidék     |

| 2. forduló                                 |       |              |
| Hivatalos mérkőzésnap: 2012. augusztus 18. |       |              |
| Hegyvidék                                  | 1 – 0 | Nagypáli     |
| Belvárosi NLC                              | 2 – 5 | 1. FC Femina |
| Szegedi AK                                 | 0 – 1 | Viktória FC  |
| Nyíregyháza                                | 0–13  | MTK          |
| Újpesti TE                                 | 1 – 1 | Astra HFC    |

| 3. forduló                                 |       |               |
| Hivatalos mérkőzésnap: 2012. szeptember 1. |       |               |
| Hegyvidék                                  | 5 – 1 | Nyíregyháza   |
| MTK                                        | 5 – 0 | Szegedi AK    |
| 1. FC Femina                               | 1 – 0 | Nagypáli      |
| Astra HFC                                  | 8 – 3 | Belvárosi NLC |
| Viktória FC                                | 6 – 0 | Újpesti TE    |

| 4. forduló                                 |       |             |
| Hivatalos mérkőzésnap: 2012. szeptember 8. |       |             |
| Szegedi AK                                 | elm.  | Nyíregyháza |
| Belvárosi NLC                              | 0–14  | Viktória FC |
| Nagypáli                                   | 1 – 5 | Astra HFC   |
| Újpesti TE                                 | 0 – 5 | MTK         |
| 1. FC Femina                               | 1 – 4 | Hegyvidék   |

| 5. forduló                                  |        |               |
| Hivatalos mérkőzésnap: 2012. szeptember 15. |        |               |
| Astra HFC                                   | 2 – 0  | 1. FC Femina  |
| Hegyvidék                                   | 1 – 0  | Szegedi AK    |
| MTK                                         | 10 – 0 | Belvárosi NLC |
| Nyíregyháza                                 | 1 – 3  | Újpesti TE    |
| Viktória FC                                 | 11–0   | Nagypáli      |

| 6. forduló                                  |       |             |
| Hivatalos mérkőzésnap: 2012. szeptember 22. |       |             |
| Belvárosi NLC                               | 2 – 1 | Nyíregyháza |
| Nagypáli                                    | 0–11  | MTK         |
| Astra HFC                                   | 4 – 1 | Hegyvidék   |
| 1. FC Femina                                | 0 – 1 | Viktória FC |
| Újpesti TE                                  | 2 – 0 | Szegedi AK  |

| 7. forduló                                  |       |               |
| Hivatalos mérkőzésnap: 2012. szeptember 29. |       |               |
| Szegedi AK                                  | 3 – 1 | Belvárosi NLC |
| Nyíregyháza                                 | 3 – 5 | Nagypáli      |
| Hegyvidék                                   | 2 – 1 | Újpesti TE    |
| Viktória FC                                 | 2 – 2 | Astra HFC     |
| MTK                                         | 6 – 2 | 1. FC Femina  |

| 8. forduló                              |       |             |
| Hivatalos mérkőzésnap: 2012. október 6. |       |             |
| Nagypáli                                | 4 – 0 | Szegedi AK  |
| 1. FC Femina                            | 4 – 1 | Nyíregyháza |
| Belvárosi NLC                           | 6 – 2 | Újpesti TE  |
| Viktória FC                             | 12–0  | Hegyvidék   |
| Astra HFC                               | 0 – 3 | MTK         |

| 9. forduló                               |       |               |
| Hivatalos mérkőzésnap: 2012. október 13. |       |               |
| Szegedi AK                               | 0 – 5 | 1. FC Femina  |
| Hegyvidék                                | 2 – 4 | Belvárosi NLC |
| MTK                                      | 4 – 2 | Viktória FC   |
| Újpesti TE                               | 3 – 0 | Nagypáli      |
| Nyíregyháza                              | 0 – 3 | Astra HFC     |

| 10. forduló                              |       |              |
| Hivatalos mérkőzésnap: 2012. október 27. |       |              |
| Hegyvidék                                | 0 – 7 | MTK          |
| Újpesti TE                               | 0 – 2 | 1. FC Femina |
| Belvárosi NLC                            | 3 – 2 | Nagypáli     |
| Szegedi AK                               | 0 – 4 | Astra HFC    |
| szabadnapos                              |       | Viktória FC  |

| 11. forduló                              |       |               |
| Hivatalos mérkőzésnap: 2012. november 3. |       |               |
| Astra HFC                                | 5 – 0 | Újpesti TE    |
| Nagypáli                                 | 3 – 4 | Hegyvidék     |
| 1. FC Femina                             | 3 – 2 | Belvárosi NLC |
| Viktória FC                              | 4 – 0 | Szegedi AK    |
| szabadnapos                              |       | MTK           |

| 12. forduló                               |       |              |
| Hivatalos mérkőzésnap: 2012. november 11. |       |              |
| Újpesti TE                                | 1 – 2 | Viktória FC  |
| Nagypáli                                  | 2 – 3 | 1. FC Femina |
| Belvárosi NLC                             | 0 – 4 | Astra HFC    |
| Szegedi AK                                | 0 – 3 | MTK          |
| szabadnapos                               |       | Hegyvidék    |

| 13. forduló                               |       |               |
| Hivatalos mérkőzésnap: 2012. november 17. |       |               |
| MTK                                       | 5 – 0 | Újpesti TE    |
| Viktória FC                               | 3 – 1 | Belvárosi NLC |
| Hegyvidék                                 | 2 – 0 | 1. FC Femina  |
| Astra HFC                                 | 7 – 0 | Nagypáli      |
| szabadnapos                               |       | Szegedi AK    |

| 14. forduló                               |       |             |
| Hivatalos mérkőzésnap: 2012. november 24. |       |             |
| Nagypáli                                  | 0 – 4 | Viktória FC |
| 1. FC Femina                              | 0 – 4 | Astra HFC   |
| Szegedi AK                                | 2 – 1 | Hegyvidék   |
| Belvárosi NLC                             | 1–11  | MTK         |
| szabadnapos                               |       | Újpesti TE  |

| 15. forduló                              |       |               |
| Hivatalos mérkőzésnap: 2013. március 16. |       |               |
| Szegedi AK                               | 2 – 0 | Újpesti TE    |
| Hegyvidék                                | 0 – 7 | Astra HFC     |
| MTK                                      | 4 – 1 | Nagypáli      |
| Viktória FC                              | 4 – 1 | 1. FC Femina  |
| szabadnapos                              |       | Belvárosi NLC |

| 16. forduló                              |       |             |
| Hivatalos mérkőzésnap: 2013. március 23. |       |             |
| Belvárosi NLC                            | 1 – 2 | Szegedi AK  |
| Astra HFC                                | 3 – 4 | Viktória FC |
| 1. FC Femina                             | 1 – 3 | MTK         |
| Újpesti TE                               | 2 – 2 | Hegyvidék   |
| szabadnapos                              |       | Nagypáli    |

| 17. forduló                              |       |               |
| Hivatalos mérkőzésnap: 2013. március 30. |       |               |
| MTK                                      | 1 – 1 | Astra HFC     |
| Hegyvidék                                | 0 – 5 | Viktória FC   |
| Szegedi AK                               | 3 – 1 | Nagypáli      |
| Újpesti TE                               | 1 – 1 | Belvárosi NLC |
| szabadnapos                              |       | 1. FC Femina  |

| 18. forduló                              |       |            |
| Hivatalos mérkőzésnap: 2013. április 13. |       |            |
| 1. FC Femina                             | 3 – 0 | Szegedi AK |
| Viktória FC                              | 0 – 2 | MTK        |
| Nagypáli                                 | 1 – 5 | Újpesti TE |
| Belvárosi NLC                            | 1 – 9 | Hegyvidék  |
| szabadnapos                              |       | Astra HFC  |

## Vezetőedzők
| Egyesület                | Edző                |
| ------------------------ | ------------------- |
| Astra HFC                | Dombó János         |
| Belvárosi NLC            | Solymos Krisztina   |
| 1. FC Femina             | Herczku István      |
| Hegyvidék SE             | Korcsogh Orsolya    |
| MTK Hungária FC          | Turtóczki Sándor    |
| Páter Fit-Well-Nagypáli  | Kostorják Zsolt     |
| Nyíregyháza Spartacus FC | Kósa János          |
| Szegedi AK               | Cserenkó Szabolcs   |
| Újpesti TE               | Oroszi Sándor       |
| Viktória FC              | Mitterstiller Csaba |

### Vezetőedző-váltások
| Csapat                  | Távozott vezetőedző | A távozás módja  | A távozás ideje    | Érkezett vezetőedző | A kinevezés ideje |
| ----------------------- | ------------------- | ---------------- | ------------------ | ------------------- | ----------------- |
| Páter Fit-Well-Nagypáli | Péter Zoltán        | lemondás         | 2013. január       | Kostorják Zsolt     | 2013. január      |
| Viktória FC             | Iszak Gábor         | közös megegyezés | 2013. április 6.   | Mitterstiller Csaba | 2013. április 14. |
| Belvátosi NLC           | Bubcsó Norbert      | közös megegyezés | 2012. november 25. | Solymos Krisztina   | 2013. március 23. |

## A góllövőlista élmezőnye
| Gól                                 | Név                  | Csapat                                  |
| ----------------------------------- | -------------------- | --------------------------------------- |
| 34                                  | Vágó Fanny           | MTK Hungária FC                         |
| 31                                  | Pádár Anita          | MTK Hungária FC                         |
| 21                                  | Sipos Lilla          | Viktória FC                             |
| 20                                  | Fogl Katalin         | Astra HFC                               |
| 18                                  | Csiszár Henrietta    | Belvárosi NLC (17), MTK Hungária FC (1) |
| 18                                  | Megyeri Boglárka     | Viktória FC                             |
| 14                                  | Godvár Katalin       | Astra HFC                               |
| 13                                  | Tálosi Szabina       | Viktória FC                             |
| 12                                  | Dénes Dorottya       | Hegyvidék SE                            |
| 10                                  | Staar Gabriella      | Hegyvidék SE                            |
| 9                                   | Szabó Boglárka       | Astra HFC                               |
| 9                                   | Zágor Bernadett      | MTK Hungária FC                         |
| 9                                   | Nagy-Peti Kitti      | Belvárosi NLC                           |
| 8                                   | Szeitl Szilvia       | 1. FC Femina                            |
| 7                                   | Gáspár Krisztina     | Nagypáli NLSE                           |
| 7                                   | Végh Renáta          | Nagypáli NLSE                           |
| 7                                   | Vörös Viktória       | Nagypáli NLSE (6), Viktória FC (1)      |
| 7                                   | Nagy Dóra            | Viktória FC                             |
| 6                                   | Marsai Nikoletta     | Viktória FC                             |
| 6                                   | Megyes Ágnes         | Astra HFC                               |
| 6                                   | Zimányi Kovács Anikó | Szegedi AK                              |
| 5                                   | Jakab Réka           | Viktória FC                             |
| 5                                   | Hegyi Szilvia        | 1. FC Femina                            |
| 5                                   | Széles Viktória      | Viktória FC                             |
| 4                                   | 8 játékos            | 8 játékos                               |
| 3                                   | 8 játékos            | 8 játékos                               |
| 2                                   | 19 játékos           | 19 játékos                              |
| 1                                   | 24 játékos           | 24 játékos                              |
| Utolsó frissítés: 2013. április 14. |                      |                                         |
| Forrás:MLSZ adatbank                |                      |                                         |

| Gól                                | Név               | Csapat          |
| ---------------------------------- | ----------------- | --------------- |
| 24                                 | Pádár Anita       | MTK Hungária FC |
| 12                                 | Sipos Lilla       | Viktória FC     |
| 9                                  | Fogl Katalin      | Astra HFC       |
| 7                                  | Marsai Nikoletta  | Viktória FC     |
| 6                                  | Staar Gabriella   | Hegyvidék SE    |
| 6                                  | Telek-Sümegi Éva  | Astra HFC       |
| 6                                  | Megyeri Boglárka  | Viktória FC     |
| 5                                  | Zágor Bernadett   | MTK Hungária FC |
| 5                                  | Csiszár Henrietta | MTK Hungária FC |
| 5                                  | Horváth Lilla     | Viktória FC     |
| Utolsó frissítés: 2013. június 23. |                   |                 |
| Forrás:MLSZ adatbank               |                   |                 |

| Gól                               | Név             | Csapat        |
| --------------------------------- | --------------- | ------------- |
| 4                                 | Külüs Zsuzsanna | Újpesti TE    |
| 4                                 | Végh Renáta     | Nagypáli NLSE |
| 3                                 | Nagy-Peti Kitti | Belvárosi NLC |
| 2                                 | 3 játékos       | 3 játékos     |
| 1                                 | 8 játékos       | 8 játékos     |
| Utolsó frissítés: 2013. május 25. |                 |               |
| Forrás:MLSZ adatbank              |                 |               |